# Château du Grand Pré
Le château du Grand-Pré est un château situé à Vitrolles-en-Luberon, dans le département de Vaucluse. 

## Historique
Vaste bastide quadrangulaire des XVIIe et XVIIIe siècles de style Louis XV qui fut édifiée peu avant 1678 pour Françoise de Cambis, veuve d'Honoré de Brancas Forcalquier. Le château est vendu en 1753 à l'illustre médecin chirurgien Jean-Gaspard d'Ailhaud. Celui-ci fit fortune et devint célèbre en ayant trouvé une poudre purgative miracle qui lui valut sa renommée et lui fit acquérir une charge auprès du roi. Il devint alors conseiller et secrétaire du roi et fit également bâtir un hôtel particulier à Aix-en-Provence (hôtel d'Ailhaud dans l'actuelle rue Mignet).
En 2013, l'ensemble du château et de ses dépendances sont inscrits au titre des monuments historiques.

## Description
Le domaine du château, résidence de campagne du XVIIIe siècle, comprend notamment, le château, la chapelle, les dépendances, l'aile de l'ancienne fabrique, le pavillon de l'horloge, le pigeonnier, le parc, avec bassins et terrasses.

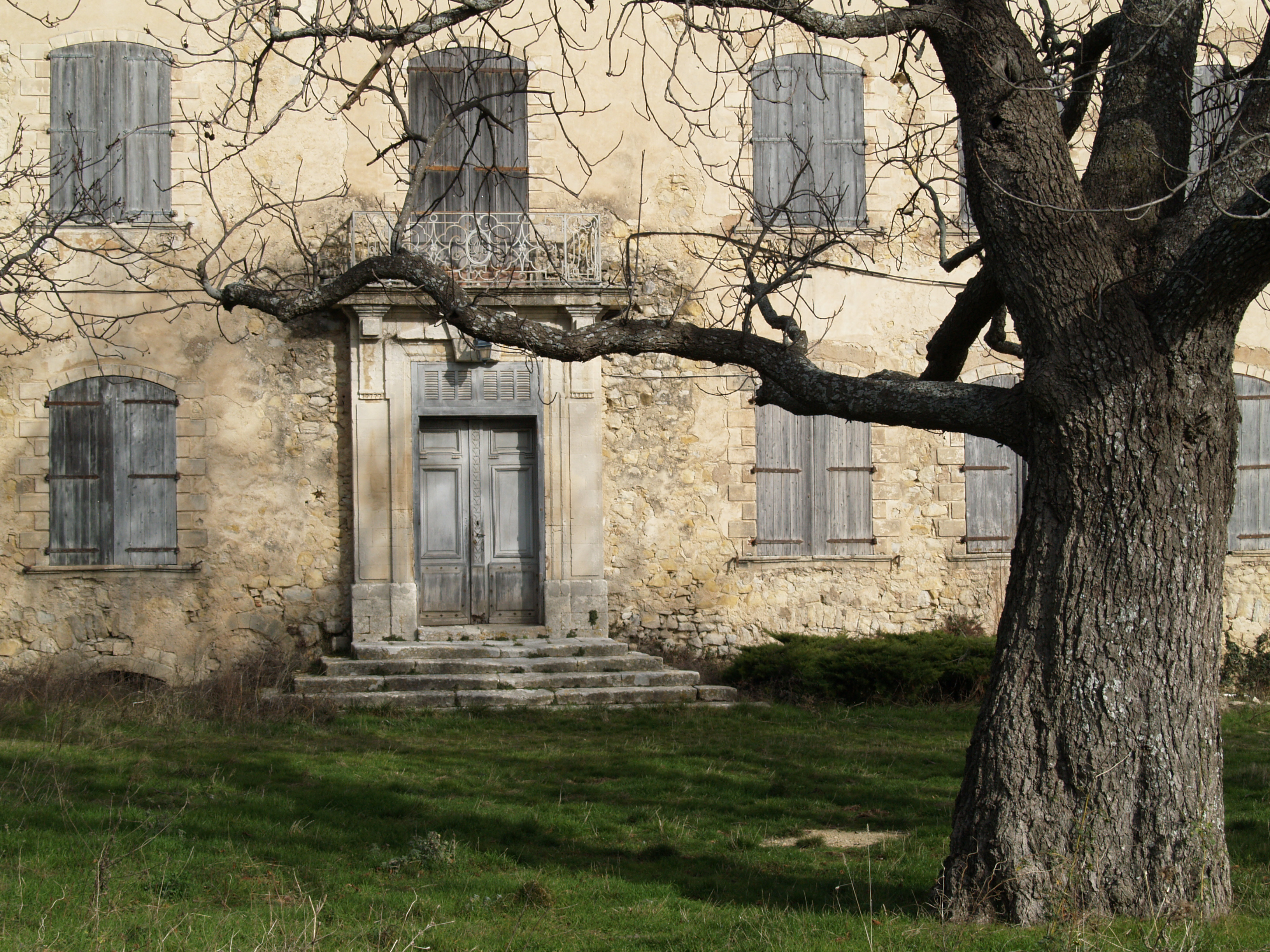
Le Grand Pré - entrée principale.

L'ensemble de la propriété est vaste et est constitué d'un corps de logis, d'une chapelle, de bâtiments d'exploitation agricole, d'une usine bâtie par le fils et le petit-fils de Jean d'Ailhaud, d'un second corps de bâtiment (ruiné), d'un colombier et d'un jardin.
L'entrée principale face au village ainsi que l'entrée sud de la propriété sont bordées de deux piliers en pierre des XVIIe et XVIIIe siècles. 
Le château a changé de propriétaire en 2020. Les nouveaux propriétaires ont entrepris de grands travaux de restauration et ont décidé d'ouvrir le château aux visites[réf. nécessaire].

## En savoir plus